# Gressey
Gressey ist eine französische Gemeinde mit 539 Einwohnern (Stand: 1. Januar 2022) im Département Yvelines in der Region Île-de-France. Sie gehört zum Arrondissement Mantes-la-Jolie und zum Kanton Bonnières-sur-Seine. Die Einwohner werden Gresseyais genannt.

## Geographie
Gressey liegt etwa 55 Kilometer westsüdwestlich von Paris. Umgeben wird Gressey von den Nachbargemeinden Civry-la-Forêt im Norden und Nordosten, Richebourg im Osten, Houdan im Süden, Saint-Lubin-de-la-Haye im Westen und Südwesten sowie Boissets im Nordwesten.

## Bevölkerungsentwicklung
| Jahr                      | 1962 | 1968 | 1975 | 1982 | 1990 | 1999 | 2006 | 2013 |
| Einwohner                 | 211  | 210  | 272  | 306  | 384  | 475  | 527  | 554  |
| Quelle: Cassini und INSEE |      |      |      |      |      |      |      |      |

## Sehenswürdigkeiten
Siehe auch: Liste der Monuments historiques in Gressey

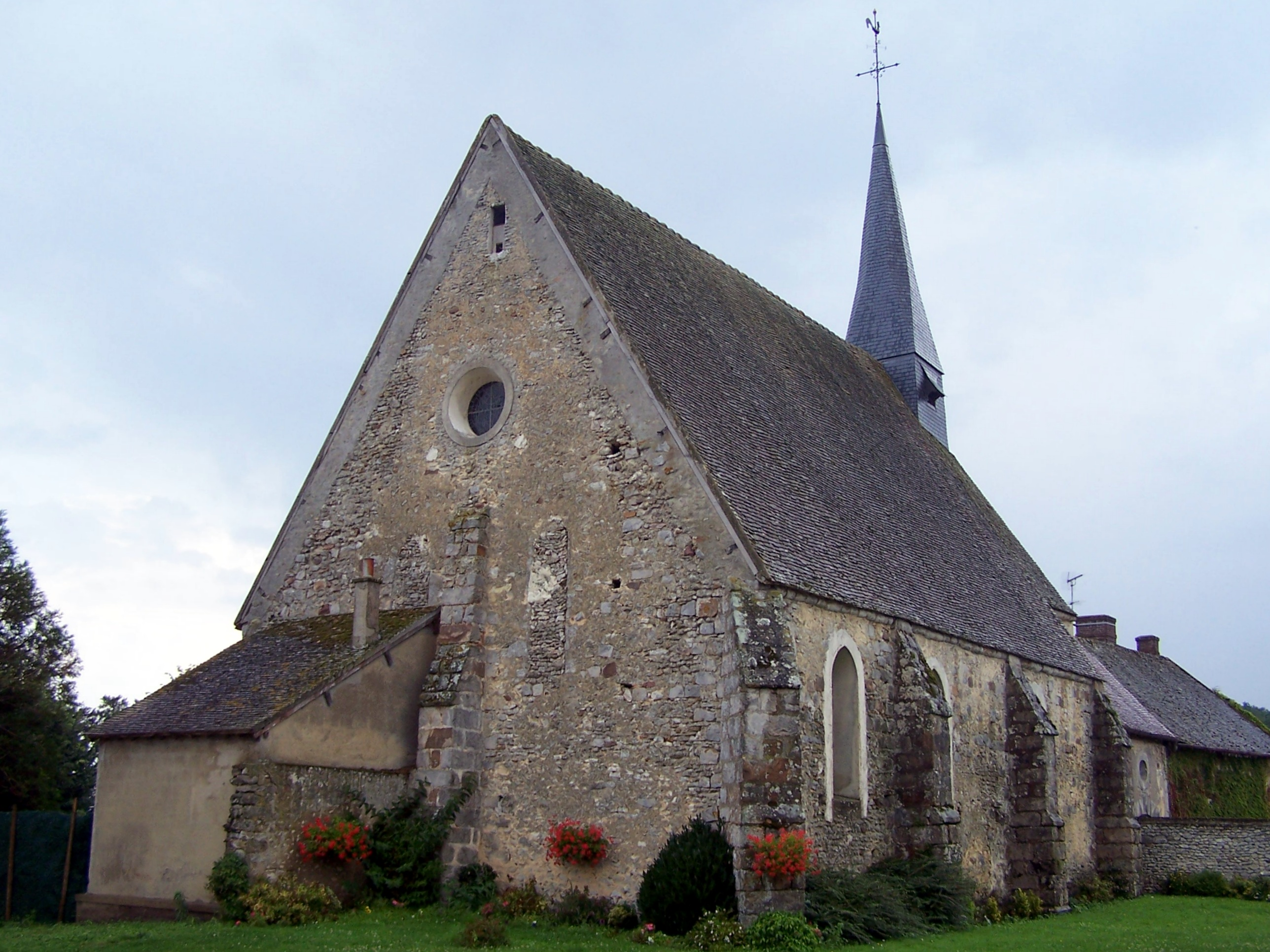
Kirche Saint-Pierre
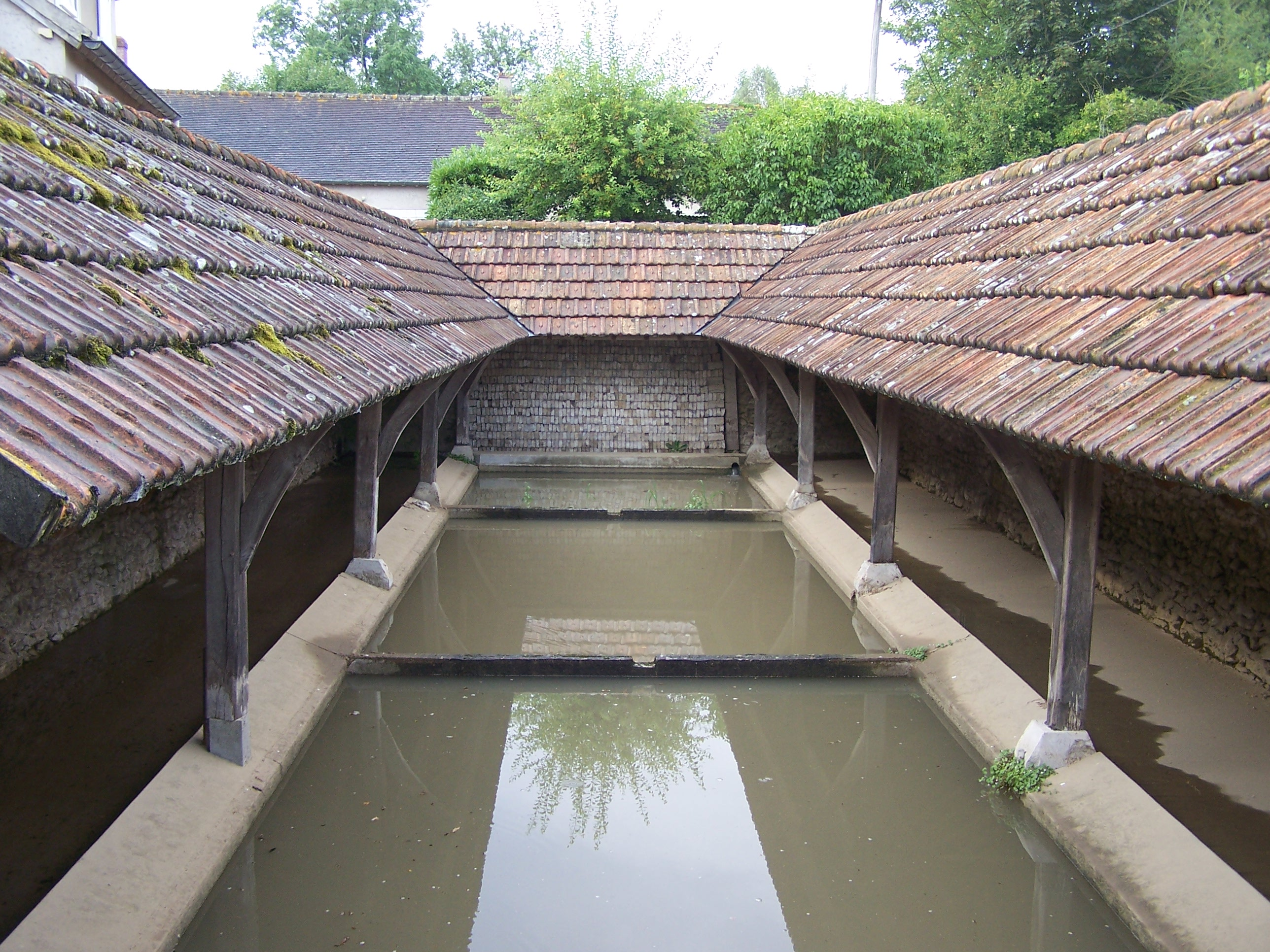
Waschhaus von 1881

- Kirche Saint-Pierre
- Waschhaus